# Brigitte Dethier

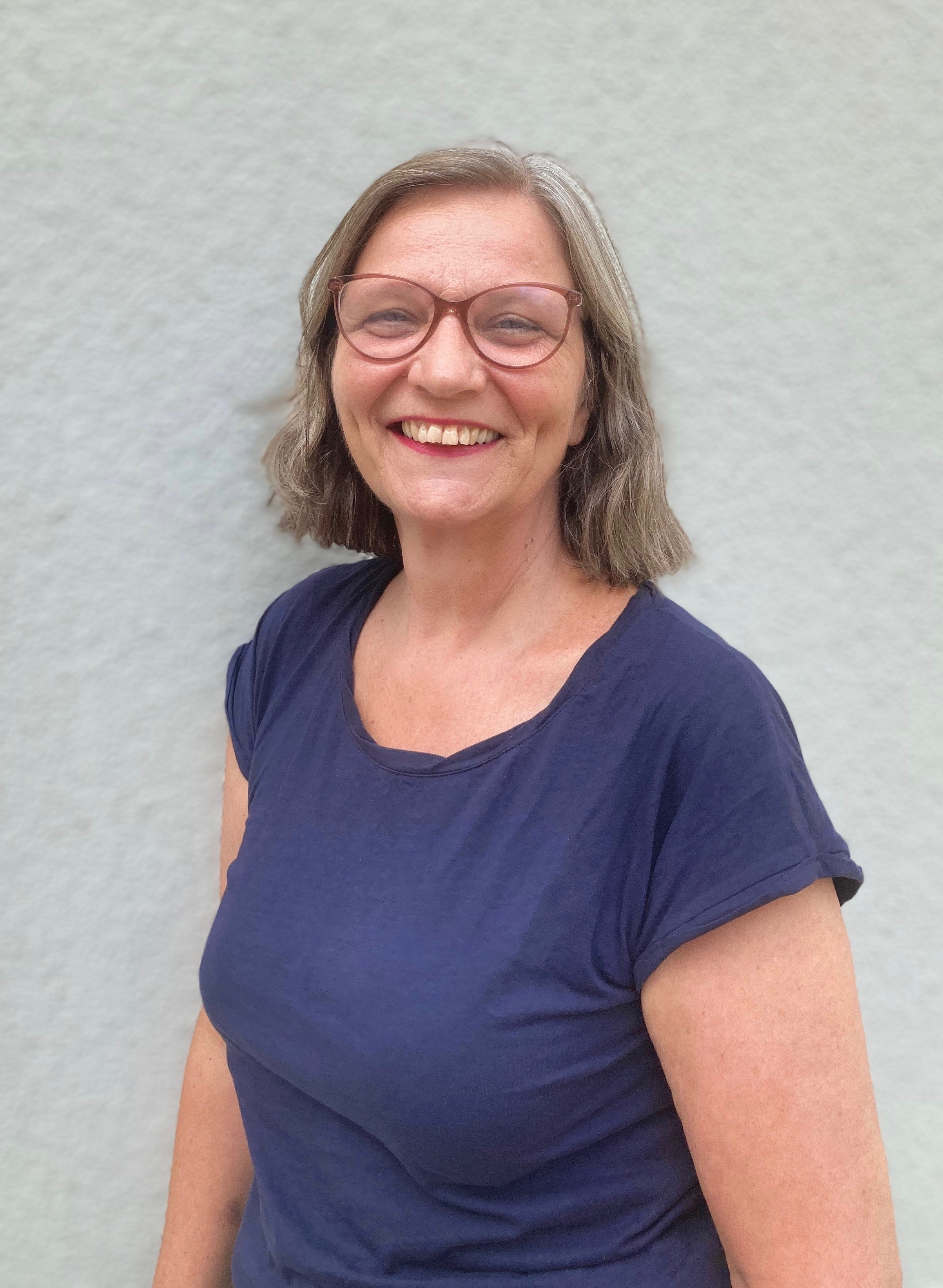
Brigitte Dethier, 2022

Brigitte Dethier (* 16. August 1959 in Haslach im Kinzigtal) ist eine deutsche Theaterregisseurin, war Vorsitzende der ASSITEJ Deutschland und Gründungsintendantin des Jungen Ensembles Stuttgart (JES). Sie lebt in Stuttgart.

## Leben und Werk
Brigitte Dethier verbrachte ihre Jugend in Bensheim an der Bergstraße. Nach dem Abitur studierte sie Germanistik, Theaterwissenschaften und Psychologie in Frankfurt am Main und absolvierte parallel dazu eine Schauspielausbildung in Heidelberg.
Ihre Theaterlaufbahn begann sie an der Schauburg, dem Theater der Jugend in München, als Regieassistentin. Von 1989 bis 1993 war sie Künstlerische Leiterin des Kinder- und Jugendtheaters an der Württembergischen Landesbühne Esslingen, von 1993 bis 1995 in gleicher Funktion am Landestheater Württemberg-Hohenzollern in Tübingen. Von 1996 bis 2002 leitete sie als Direktorin das Schnawwl, das Kinder- und Jugendtheater am Nationaltheater Mannheim.
Ab 2002 war sie Intendantin des neu gegründeten Jungen Ensembles Stuttgart (JES) und künstlerische Leiterin des internationalen Festivals Schöne Aussicht, das alle zwei Jahre am JES und weiteren Theatern in Stuttgart stattfindet. In ihrer Intendanzzeit hat sie außerdem regelmäßig selbst Regie geführt. Ihre erste Inszenierung am JES, Nebensache von Gitte Kath und Jakob Mendel mit Peter Rinderknecht wurde ebenso zum bundesweiten Kinder- und Jugendtheaterfestival augenblick mal! eingeladen (2005) wie zuvor bereits der Theater-Comic Einsame Mamma von Christina Nilsson und Cecilia Torudd am Schnawwl (1999) und die Tanztheater-Produktion 9 Leben, die sie zusammen mit dem Choreographen Ives Thuwis-de Leeuw inszeniert hat (2013). Weitere Festival- und Gastspiel-Einladungen führten sie und ihr Stuttgarter Ensemble unter anderem nach Dublin, Gent, Schaan/Liechtenstein, Luxembourg und zu den Ruhrfestspielen nach Recklinghausen.
In ihrer letzten Spielzeit als Intendantin stand sie außerdem selbst als Schauspielerin auf der Bühne als Titelfigur in Oma Monika – was war von Milan Gather. Das Stück wurde mit dem Marburger Kinder- und Jugendtheaterpreis 2022 im Rahmen des KUSS-Festivals und mit dem Mülheimer KinderStückePreis ausgezeichnet.
Bereits während der Intendanz hat Brigitte Dethier außerdem als freie Regisseurin (u. a. Saarländisches Staatstheater, Schauspielhaus Bochum, Deutsche Oper Berlin und Weimarer Nationaltheater) und als Dozentin für Schauspiel, Regie und Theatermanagement an den Hochschulen in Stuttgart, Hamburg und München gearbeitet.
Im Sommer 2022 übergab sie die Intendanz des JES an Grete Pagan und arbeitet seitdem weiterhin als freie Regisseurin. 
Neben ihrer Tätigkeit als Künstlerische Leiterin und Regisseurin setzt sich Brigitte Dethier seit Jahren in internationalen Verbänden und Organisationen für die Förderung des professionellen Kinder- und Jugendtheaters ein. Von 2018 bis 2024 war sie die Vorsitzende der deutschen ASSITEJ, der internationalen Vereinigung für das Kinder- und Jugendtheater, dem Vorstand der Vereinigung gehörte sie seit über 20 Jahren an. Außerdem war sie u. a. Mitglied des Kuratoriums für das Kinder- und Jugendtheaterzentrum in der Bundesrepublik Deutschland, im Vorstand des Deutschen Bühnenvereins, Landesverband Baden-Württemberg.
Aktuell ist sie Mitglied des Kuratoriums der Stiftung Geißstraße Sieben.

## Auszeichnungen
- Deutscher Theaterpreis DER FAUST gemeinsam mit dem belgischen Choreographen Ives Thuwis-de Leeuw für das Tanztheaterstück Noch 5 Minuten (2009)[5]
- Verdienstorden des Landes Baden-Württemberg für die Gründung und erfolgreiche Arbeit am JES (2014)[6]

## Regie-Arbeiten
- 1996: Feuerwehrmänner von Ted Keijser / Toneelgroep Wederzijds (Schnawwl, Nationaltheater Mannheim)
- 1997: Die kleine Zoogeschichte von und mit René Schack (Schnawwl, Nationaltheater Mannheim)
- 1998: Einsame Mamma von Christina Nilsson / Cecilia Torudd (Schnawwl, Nationaltheater Mannheim)
- 1999: Flusspferde von Anneli Mäkelä (Schnawwl, Nationaltheater Mannheim)
- 1999: Legende vom Dolchstoß von Guyx Krneta (Schnawwl, Nationaltheater Mannheim)
- 1999: Romantica von Kirsten Thorup (Schnawwl, Nationaltheater Mannheim)
- 2000: Erik oder Das kleine Insektenbuch von Tom Sijtsma (Schnawwl, Nationaltheater Mannheim)
- 2000: Der Meteoritenlöffel nach Philip Ridley (Schnawwl, Nationaltheater Mannheim)
- 2001: Systemfehler (UA), Stückentwicklung (Schnawwl, Nationaltheater Mannheim)
- 2003: Nebensache von Gitte Kath / Jakob Mendel (Junges Ensemble Stuttgart)
- 2004: Gras von Esther Gerritsen (Junges Ensemble Stuttgart)
- 2005: Die Schöpfung, Musiktheater nach Friedrich Karl Waechter (Junges Ensemble Stuttgart)
- 2006: Steht auf, wenn ihr Schwaben seid von Jörg Menke-Peitzmeier (Junges Ensemble Stuttgart)
- 2007: Das Herz eines Boxers von Lutz Hübner (Junges Ensemble Stuttgart)
- 2007: Mama Salz und Papa Pfeffer, Stückentwicklung (Junges Ensemble Stuttgart)
- 2008: Noch 5 Minuten (UA), Tanztheater, gemeinsam mit Ives Thuwis-de Leeuw (Junges Ensemble Stuttgart)
- 2008: Knusper & Knusper von und mit Peter Rinderknecht und Gerd Ritter (Junges Ensemble Stuttgart)
- 2008: Ein Schaf fürs Leben von Maritgen Matter (Junges Ensemble Stuttgart)
- 2009: Pizza senza Mamma (UA), Stückentwicklung (Junges Ensemble Stuttgart)
- 2010: Merhaba Mama Salz und Papa Pfeffer (UA), Stückentwicklung (Junges Ensemble Stuttgart)
- 2010: Das Geschenk des weißen Pferdes (UA) von Rudolf Herfurtner (Junges Ensemble Stuttgart)
- 2011: 9 Leben (UA) Tanztheater, gemeinsam mit Ives Thuwis-de Leeuw (Junges Ensemble Stuttgart)
- 2011: Uno a uno – Ein Spiel für Zwei (UA) von Roberto Frabetti (Junges Ensemble Stuttgart)
- 2012: Shopping for Shoe von Tim Crouch (Seoul)
- 2013: Max und Moritz (UA) Musiktheater von Nina Wurman nach Wilhelm Busch (Junges Ensemble Stuttgart)
- 2013: Johannes und Margarethe (UA), Stückentwicklung nach Brüder Grimm (Theater Winterthur, Theater für ein wachsendes Publikum, Junges Ensemble Stuttgart)
- 2013: Ich will! (UA) Tanztheater, gemeinsam mit Hendrik Lebon (Junges Ensemble Stuttgart)
- 2014: Kein Plan (UA) Tanztheater, gemeinsam mit Ives Thuwis-de Leeuw (Junges Ensemble Stuttgart)
- 2015: Der Kleine und das Biest (DSE) von Marcus Sauermann und Uwe Heidschötter (Junges Ensemble Stuttgart)
- 2016: Drei dabei (UA) Stückentwicklung (Junges Ensemble Stuttgart)
- 2016: Ronja Räubertochter von Astrid Lindgren (Saarländisches Staatstheater Saarbrücken)
- 2017: r.e.s.p.e.c.t. (UA) Tanztheater, gemeinsam mit Ives Thuwis-de Leeuw (Junges Ensemble Stuttgart)
- 2017: Pünktchen und Anton von Erich Kästner (Schauspielhaus Bochum)
- 2018: Die erstaunlichen Abenteuer der Maulina Schmitt von Finn-Ole Heinrich und Dita Zipfel (Junges Ensemble Stuttgart)
- 2018: Der Steppenwolf von Hermann Hesse (Junges Ensemble Stuttgart)
- 2019: Die Schneekönigin (UA) Musiktheater von Sam Penderbayne nach Hans-Christian Andersen (Deutsche Oper Berlin)
- 2020: Paradies (UA) Tanztheater, gemeinsam mit Ives Thuwis-de Leeuw (Junges Ensemble Stuttgart)
- 2021: Corpus Delicti von Juli Zeh (Junges Ensemble Stuttgart)
- 2021: Die Legende von Paul und Paula von Ulrich Plenzdorf (Nationaltheater Weimar)
- 2022: hotel europa (UA) Stückentwicklung, gemeinsam mit Kjell Moberg (Junges Ensemble Stuttgart, NIE-Theatre)
- 2023: Mario und der Zauberer von Thomas Mann, Staatstheater Darmstadt
- 2023: Bad Girls nach Richard Wagner, von Brigitte Dethier, Mo Sommer und Ensemble, ring ding Teil 2, Luzerner Theater
- 2023: Das Tribunal von Dawn King, Theater Bielefeld
- 2023: Auerhaus von Bov Bjerg, Wilhelma Theater und Schauspielschule HMDK Stuttgart
- 2023: Nimmerland von Brigitte Dethier, Till Wiebel und Ensemble, Junges Schauspielhaus Hamburg
- 2024: Siegfried! Rockoper von Samuel Penderbayne und Christian Schönfelder, ring ding Teil 3, Luzerner Theater
- 2024: Stadtmusikanten, von Brigitte Dethier, Torsten Kindermann und Ensemble, Schauspiel Essen
- 2024: Der kleine Lord, von Frances Burnett, Luzerner Theater
- 2025: Bambi: Eine Expedition in den Wald, von Brigitte Dethier, Till Wiebel und Ensemble, Junges Schauspielhaus Hamburg